# 지식콘서트 내일
《지식콘서트 내일》은 2011년 11월 11일부터 2012년 4월 27일까지 방영한 한국방송공사의 텔레비전 프로그램이다.

## 기획 의도
- 불편한 진실로 다가오는 미래를 토크 쇼로 엿보고 지금 싹트고 있는 그 불안한 미래의 징조를 살펴본다.
- 통계 데이터와 전문가의 분석 등을 통해 사안을 냉철하게 진단하고, 이를 통해 오늘을 사는 우리가 할 수 있고 또 해야할 일을 제안한다.

## 방송 회차
| 회차 | 방영일           | 부제                                   | 시청률 |
| ---- | ---------------- | -------------------------------------- | ------ |
| 1회  | 2011년 11월 11일 | 비혼 시대                              | 5.3%   |
| 2회  | 2011년 11월 18일 | 지켜보고 있다 - 정보통신의 미래        | 5.2%   |
| 3회  | 2011년 11월 25일 | 성형소비사회                           | 5.5%   |
| 4회  | 2011년 12월 2일  | 은둔형 외톨이 - 고립된 젊은이들의 미래 | 6.9%   |
| 5회  | 2011년 12월 9일  | 불로장생의 꿈 - 늙지 않는 사회         | 5.5%   |
| 6회  | 2012년 1월 20일  | 탄소 전쟁                              | 5.7%   |
| 7회  | 2012년 1월 27일  | 학교 탈출 - 사교육의 미래              | 4.8%   |
| 8회  | 2012년 2월 3일   | 패스트 푸드 제국                       | 9.6%   |
| 9회  | 2012년 2월 10일  | 신 모계사회                            | 7.6%   |
| 10회 | 2012년 2월 17일  | 전염병이 몰려온다                      | 6.0%   |
| 11회 | 2012년 2월 24일  | 스페셜                                 | 4.1%   |
| 12회 | 2012년 3월 9일   | 세대갈등 보고서 - 노약자석             | 6.9%   |
| 13회 | 2012년 3월 30일  | 총각 선생님                            | 4.7%   |
| 14회 | 2012년 4월 6일   | 살은 죄악인가                          | 6.5%   |
| 15회 | 2012년 4월 20일  | 강남이 뭐길래                          | 6.5%   |
| 16회 | 2012년 4월 27일  | 남녀간의 결혼비용 분담                 | 8.2%   |